# Bastøy
Bastøy è un'isola nel fiordo di Oslo, 75 chilometri a sud della capitale norvegese. Si trova all'interno del comune di Horten, ma è amministrato direttamente dal governo centrale come parte della prigione di Bastøy.

## Storia

### Convitto
Tra il 1900 e il 1953, sull'isola ha funzionato un collegio statale per giovani a basso reddito con problemi comportamentali. La maggior parte dei pensionanti erano orfani o abbandonati dai genitori; avevano un'età compresa tra gli 8 e i 18 anni. Le condizioni di vita nel collegio erano molto difficili. Il 21 maggio 1915 i giovani inscenarono una ribellione che fu repressa dalle forze armate; intervennero soldati, aerei da combattimento, torpedinieri e un sommergibile.
Le cattive condizioni di vita e gli abusi subiti dagli alunni sono diventati di dominio pubblico e hanno suscitato un grande dibattito nella società norvegese. Lo Stato ha rafforzato i controlli sull'istituto e il regime di punizione è stato modificato. All'inizio degli anni Cinquanta, il convitto fu trasformato in una scuola maschile, che funzionò fino al 1º ottobre 1970.

### Carcere
Dal 1984 è in funzione una prigione, conosciuta come Prigione di Bastøy che occupa la maggior parte dell'isola. Il carcere è stato costruito con l'obiettivo di alleviare la situazione di sovraffollamento delle carceri norvegesi. Alla fine è stato istituito un modello di prigione semi-aperta in cui i prigionieri si muovono liberamente sull'isola. Vivono in capanne e lavorano nelle fattorie e nelle officine. I detenuti che passano per il carcere di Bastøy hanno uno dei tassi di recidiva più bassi d'Europa.

## Faro dell'isola
Un comitato di esperti raccomandò la costruzione di un faro sull'isola, all'estremità nord-occidentale. Il faro fu acceso nel 1840 e funzionò fino al 1896. Nel 1918, sullo stesso terreno, fu costruito un nuovo faro. Il faro è dotato di una torre in muratura e di strutture ausiliarie con personale permanente. Ha funzionato fino al 1986, quando è stato sostituito da un faro.